# Earle Howard
Earle "Nappy" Howard (3 de junio de 1904) – 31 de diciembre de 1978) fue un pianista de jazz, líder de banda, guitarrista y vocalista estadounidense.

## Carrera
Howard creció en la ciudad de Nueva York y fue a la misma escuela secundaria que Fats Waller. Pertenecía a una banda juvenil que incluía a Benny Carter, Charlie Irvis y Benny Morton.
Dirigió bandas en la década de 1920, incluida una con Geechie Fields y Johnny Russell (c. 1926 - 1927
), y luego actuó en Strand Danceland, Nueva York, con una banda que incluía a los saxofonistas Fernando Arbello y Pete Brown (otoño de 1928 - primavera de 1929), antes de acompañar a Bill Benford  (primavera de 1929). – primavera de 1930).
En 1930, dirigió una big band en Boston, y pasó la siguiente década como director musical y actuando en clubes de Nueva York, con residencias en el Saratoga Club, el Savoy Ballroom  y en la revista Blackbirds. Tocó con Leon Abbey y realizó giras por Sudamérica. Se mudó a Europa en la década de 1950.

## Discografía
- Americans in Europe Vol. 2 (Impulse!, 1963)